# Weedas
Weedas is as die overblijft na verbranding van wede, en een vorm van potas welke uit deze as wordt gewonnen. Weedas werd onder meer gebruikt bij zeepziederijen voor de verzeping van vetten en verder voor het bleken van linnen en in de glasnijverheid.
Weedas was net als potas een bron van kaliumcarbonaat voordat het Leblancproces industriële soda in de vorm van natriumcarbonaat beschikbaar maakte. Voorafgaand aan de industriële revolutie was de Zaanstreek in Nederland een centrum van chemische processen, waaronder de verwerking van weedas. Weedas bereikte Nederland meest per schip vanuit het Oostzeegebied.